# يورغن هانسن
يورغن هانسن (بالدنماركية: Jørgen Hansen)‏ (27 مارس 1943 بآرهوس في الدنمارك - 15 مارس 2018) هو ملاكم دانمركي، صنّف ضمن فئة وزن الويلتر. شارك في الألعاب الأولمبية الصيفية 1968.

## إحصائيات
خاض خلال مسيرته 92 نزالا، فاز في 78 ولم يتعادل وخسر في 14. فاز بالضربة القاضية في 34 نزالا.

## وصلات خارجية
- يورغن هانسن على موقع بوكس ريك (الإنجليزية) (registration required)
- يورغن هانسن على موقع أوليمبيديا (الإنجليزية)